# Tvärbergstjärnen
Tvärbergstjärnen är en sjö i Torsby kommun i Värmland och ingår i Göta älvs huvudavrinningsområde. Sjön är 6,7 meter djup, har en yta på 0,042 kvadratkilometer och befinner sig 421 meter över havet.